# Bradysia cellarum
Bradysia cellarum är en tvåvingeart som beskrevs av Frey 1948. Bradysia cellarum ingår i släktet Bradysia och familjen sorgmyggor.
Artens utbredningsområde är Finland. Inga underarter finns listade i Catalogue of Life.